# 列伊基納島

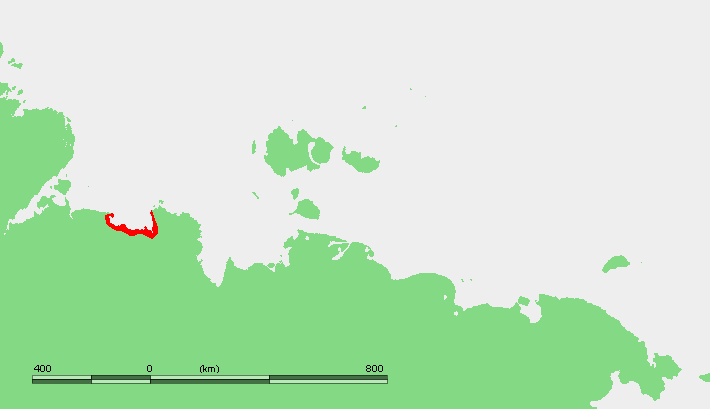

列伊基納島是俄羅斯的島嶼，位於拉普捷夫海奧列尼奧克灣，處於佩夏內島和杜奈群島之間，由薩哈共和國負責管轄，該島可能因全球變暖被侵蝕而消失。

## 外部連結
- Location（页面存档备份，存于）
- Island erosion
- Erosion of Arctic coast （页面存档备份，存于）

74°04′N 120°27′E / 74.067°N 120.450°E